# 226 (číslo)
Dvě stě dvacet šest je přirozené číslo, které následuje po čísle dvě stě dvacet pět a předchází číslu dvě stě dvacet sedm. Římskými číslicemi se zapisuje CCXXVI a řeckými číslicemi σκϛ.

## Matematika
226 je:
- Poloprvočíslo
- Deficientní číslo
- Šťastné číslo
- Nepříznivé číslo

## Chemie
- 226 je nukleonové číslo nejstabilnějšího izotopu radia[1]

## Astronomie
- (226) Weringia je planetka hlavního pásu, kterou objevil v roce 1882 Johann Palisa

## Doprava
- Silnice II/226 je česká silnice II. třídy vedoucí na trase II/205 – Lubenec – Vroutek – Podbořany – Pšov[2][3][4]

## Ostatní
- +226 je mezinárodní telefonní předvolba Burkiny Faso

## Roky
- 226
- 226 př. n. l.